# 禾山水库
禾山水库是中国江西省吉安市永新县境内的一座水库，位于禾水支流上，建于1960年。水库正常库容为1300万立方米，平均水深为16.00米，集雨面积为24平方千米，海拔为225米。